# 人的会社
人的会社（じんてきがいしゃ）とは会社の形態を表す言葉。
会社において人間関係が親密で、社員の個性や資質が重要視されている会社。反対に物が重要視されている会社は物的会社と呼ばれる。人的会社というのは比較的規模の小さい会社において多く見られ、会社の規模が大きくなるに連れて物的会社という形に変わっていく。会社法では持分会社とされている会社が人的会社となる。人的会社というのは会社が債権者などに対して責任を果たすのは人物であるということから、社内で人的な要素が重視されるようになり、このような形態となっている。